# 기계화보병

기계화 보병의 APP-6 식별 기호

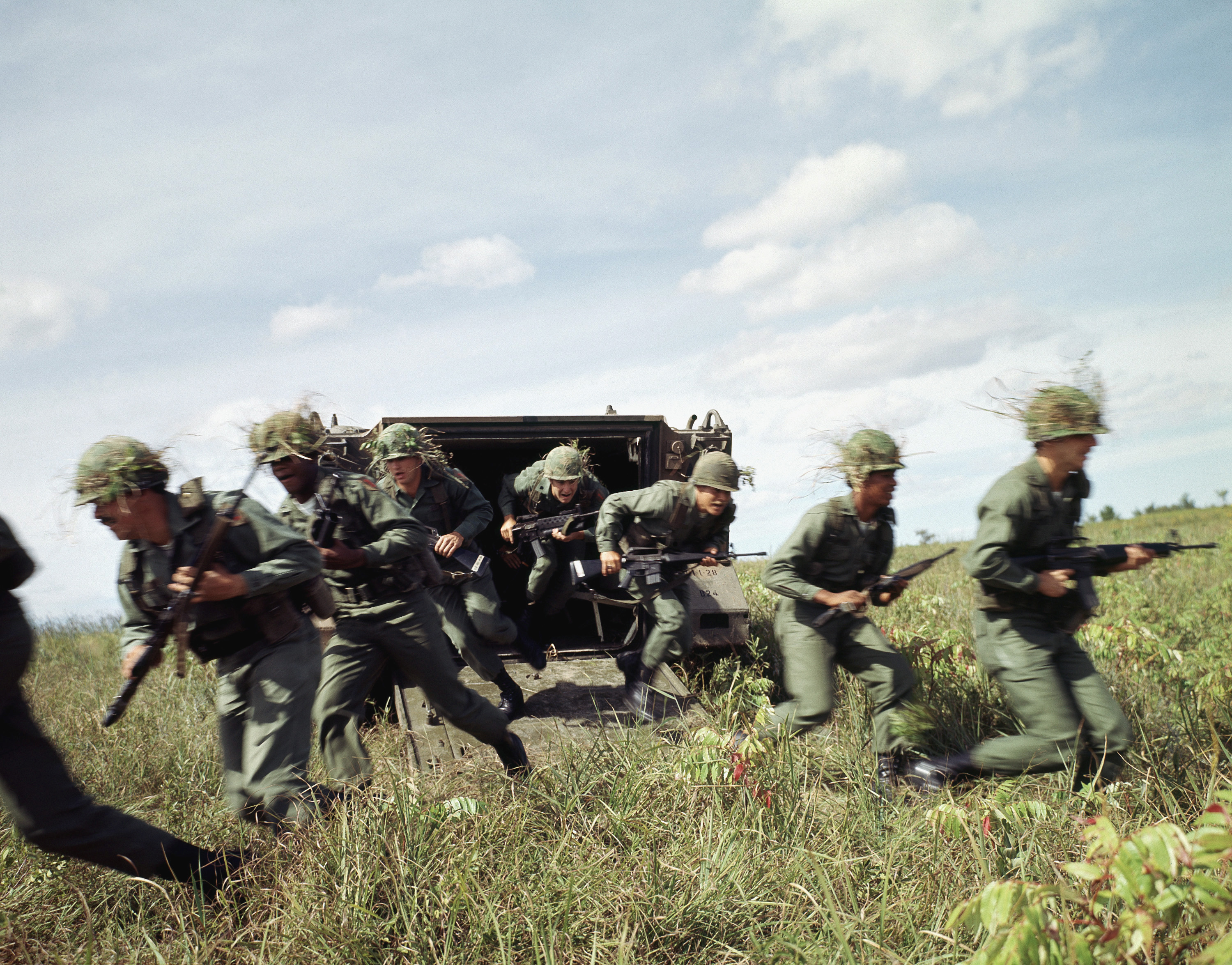
1985년 훈련에서 미국 육군 기계화 보병들이 M113 장갑차에서 내리고 있다

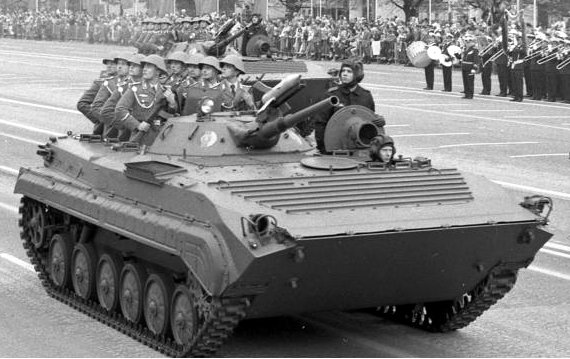
1988년 세계 최초의 보병전투차(IFV)인 소련제 BMP-1에 동독 육군 기계화 보병 8명이 앉아서 행진하고 있다.

기계화보병(機械化步兵, 영어: Mechanized infantry)은 차량화보병에 이어 병력 수송 장갑차(APC), 보병전투차(IFV) 등의 이동 수단을 이용해 전투하는 보병을 말한다.
기계화보병으로 부대를 구성하려면 반드시 장갑차를 구비해야만 하기 때문에, 기존의 보병 사단보다 창설비와 운영비가 막대하게 든다. 하지만 장갑차가 제공하는 방어력과 화력 지원, 그리고 인간으로 대체할 수 없는 압도적인 화물 적재량으로 인해 기계화 보병사단은 일반 보병사단 보다 전투력이 3배가량 더 높다.

## 등장 배경
기계화 보병이란 개념은 전술 차량을 이용한 기동전을 활용한 전쟁, 즉 제2차 세계대전 당시에 처음으로 편성되었다. 제1차 세계대전 때 전차가 등장하게 되었다. 전차가 보유한 장갑과 화력은 기존에 존재하는 참호에 대한 돌파능력이 상당히 우수했다. 하지만 전차의 속도가 보병에 비해 빠른 것이 문제가 되었다. 전차가 전선을 돌파하면 이어서 보병이 재빠르게 추가적인 전선돌파를 이루어야 하는데, 그러지 못하는 문제점이 생긴 것이다.또한 전차의 경우 그 크기 때문에 사각이 많다는 문제점이 존재한다. 이러한 사각은 사방에 대한 시야 확보가 가능한 야지에서는 문제가 없지만 장애물이 많은 시가전 상황에서는 많은 문제점이 발생하게 된다. 
이를 보완하기 위해서는 보병의 지원이 필요하다. 이 두 가지의 애로사항을 해결하기 위해 등장한 병종이 바로 기계화 보병이다. 장갑차에 탑승한 보병은 전차의 진격 속도에 맞추어 진격할 수 있게 되고 장갑차가 보유한 화력을 지원받아 일반 보병화기로 제압할 수 없는 표적에 대한 제압능력이 생기게 됐다. 대표적인 부대로 독일 국방군의 기갑척탄병이라는 병과가 있다. 이들은 주로 하노마크라는 장갑차에 탑승하여 이동하고 전투를 수행하였다. 한편, 소련 역시 기계화 보병을 도입하여 이목을 끌었다. 소련군은 2차 대전 당시 독일 국방군민 친위대군의 기동성이 가지는 위력을 직접 경험하였고, 이들이 지니는 전술적 가치에 대해 잘 이해하고 있었다. 따라서 이들은 2차 대전 전후 기계화 보병에 대한 연구를 지속하였고 BTR 시리즈로 대표되는 병력수송장갑차의 개발과 BMP 시리즈로 대표되는 보병 전투차량을 토대로 전 보병사단의 기계화 보병사단화를 기획해, 보병 전체를 기계화하는데 성공한다. 한편,  일반 보병 부대가 기계화 보병 부대로 교체되는 과정은 '일반 보병사단>차량화 보병사단>기계화 보병사단'의 순서를 따른다.

## 한국군의 기계화 보병
전장환경의 특성상 일선 보병부대의 상당수가 높은 기동력보다는 일단 전선을 사수하는 역할을 맡고,후방 기갑부대나 기계화보병 부대가 공격을 맡기 때문에 다른 국가들에 비해 일반 보병사단이 많이 남아있는 편이다. 그러나 2030년까지 전 육군 보병이 기계화보병으로 바뀔 예정이다. 현재 한국군의 기계화 보병사단은 수도기계화보병사단, 제8기동사단, 제11기동사단이 있다.
또한 기계화 보병사단의 분대 편제 또한 일반 보병사단의 경우와 다르다. 먼저, 일반 보병분대의 경우 10인 분대로 이루어져 있다. 분대장과 부분대장, 그리고 K3 기관총 사수와 부사수, 유탄수 2명, 소총수 4명으로 이루어져 있는 반면에, 기계화 보병 분대의 경우 K200 장갑차를 기준으로 분대장과 부분대장, 기준병, 소총수 5명, 조종수, 부조종수, 유탄수로 이루어 져있다. 특히 기계화 보병 분대의 경우에는 K-3 사수 부사수가 없는 대신에 K6 기관총과 M60 기관총 그리고 판처파우스트 3를 분대에서 운영하고 있다.

## 타군의 기계화 보병
- 러시아군의 경우 공수 부대와 특수 부대를 제외한 전 보병 부대가 기계화 보병 부대로 이루어져 있다. BTR에 탑승하는 분대는 8인으로 이루어져 있다. 유탄발사기를 운용하는 분대장, 기관총 사수, RPG-7v를 운용하는 유탄수, 고참 소총수(유탄발사기 운용),소총수 3명으로 이루어져있다. BMP의 경우는 6인 분대로써 유탄발사기를 운용하는 분대장, 기관총 사수, RPG-7v를 운용하는 유탄수,고참 소총수(유탄발사기 운용),소총수 2명으로 이루어져 있다.
- 독일군의 경우 기계화 보병 분대가 6인 분대로 이루어져 있다. 분대장, 기관총사수, 판처파우스트 3를 운용하는 유탄수, 유탄발사기를 운용하는 소총수 1명, 일반 소총수 2명으로 이루어져있다.
- 중국 인민해방군의 경우 7인 분대로 이루어져 있다. 분대장, 부분대장, 기관총 사수, PF-98를 운용하는 유탄수, 소총수 2명, 92식 권총을 운용하는 유탄 부사수 로 이루어져있다.
- 미군의 경우 9인 분대로 이루어져 있다. 분대장, 유탄수 2명, 소총수 2명, 기관총 사수 2명, 조장 2명으로 이루어져 있다.

## 같이 보기
- 경보병
- 차량화 보병
- 기갑전